# معيزيلة (دير الزور)
معيزيلة قرية سورية تتبع ناحية مركز دير الزور في منطقة مركز دير الزور في محافظة دير الزور. بلغ عدد سكانها 132 نسمة في عام 2004 حسب إحصاء المكتب المركزي للإحصاء.